# Динозавр (мультфильм)
«Динозавр» (англ. Dinosaur) — 39-й по счету полнометражный компьютерный анимационный фильм 2000 года студии Walt Disney Pictures.

## Сюжет
Мультфильм о приключениях динозавра Аладара, который ещё не вылупившимся попал к семейству лемуров и был ими воспитан на острове, где отсутствовали другие динозавры. Его гнездо было когда-то оставлено матерью, вынужденной бежать от карнотавра, который сначала погнался за наивным детёнышем паразауролофа, увлёкшимся планирующей ящерицей и отбившимся от стада, а затем напал на это стадо и, растоптав гнездо вместе с яйцами, убил отставшего пахиринозавра. Но одно яйцо в растоптанном гнезде уцелело. Оставшись без присмотра, оно было похищено небольшим хищным овираптором, который попытался его разбить, но, подравшись из-за него с сородичем, уронил добычу в воду. Там яйцо было проглочено огромным земноводным — Koolasuchus, который, впрочем, его тут же отрыгнул, и яйцо поплыло по воде, мимо динозавров на водопое. Оно едва не упало в водопад, но его подхватил птеранодон и понёс к своему далёкому гнезду на остров в океане, но на подлёте к гнезду был атакован двумя птицами-ихтиорнисами и яйцо снова упало — на этот раз в джунгли на острове, где жили лемуры.
Всё шло хорошо, пока неподалёку от острова не упал огромный метеорит. Произошла катастрофа, остров был разрушен ударной волной и дождём из раскалённых камней. Выжили только Аладар и лемуры Йар, Плио, Зинни и Сури. Им приходится спасаться бегством и искать новый дом. По пути на них нападают велоцирапторы. Спасаясь от них, они натыкаются на стадо динозавров, которыми руководит жестокий и упрямый вожак Крон. Аладару вместе с семьёй приходится присоединиться к стаду. Там они знакомятся со старыми динозаврами: самкой стиракозавра Имой, самкой брахиозавра Бэйлин и маленьким анкилозавром Эрлом. Они рассказывают Аладару и лемурам, что стадо направляется в Место Гнездования, где вылупляются их детёныши, но Крон всё время гонит стадо вперёд, не обращая внимания ни на чьи слабости, из-за чего таким старым динозаврам, как Име и Бэйлин, и таким малышам, как Эрл, очень тяжело поспевать за всеми, хотя они и так тащатся в хвосте. А ведь тех, кто отстал, ждёт смерть от велоцирапторов, идущих за стадом. В ответ на попытку Аладара указать на это Крону последний жёстко отвечает, что такие вещи будет решать он сам, а Нира, привлекательная сестра вожака, обращает на Аладара внимание, и между ними возникает симпатия. На следующий день Аладар вместе со стадом отправляется в путь. По дороге через пустыню динозавры мучаются от жажды и испепеляющего зноя. К тому же Крон всё время беспощадно гонит стадо вперёд, причём сломя голову, из-за чего все динозавры, особенно Има, страдают. Има то и дело падает, и Аладар её всё время поднимает и заставляет идти дальше. Наконец спустя несколько дней, стадо доходит до озера, однако динозавры обнаруживают, что оно пересохло, и Крон заставляет стадо, не останавливаясь ни на минуту, идти дальше; но окончательно выбившаяся из сил и впавшая в отчаяние Има падает и не может идти. В этот момент Аладар замечает, что под тяжестью ног Бэйлин, идущей по грунту пересохшего озера, проваливается песок. Тогда Аладар и Зинни раскапывают небольшую яму, после чего Аладар просит Бэйлин наступить туда. Когда Бэйлин это делает, из грунта вытекает вода. Все динозавры вдоволь напиваются и устраиваются на ночлег. Во время ночлега Аладар, помогая добыть воды двум детёнышам — игуанодонам, встречается с Нирой. Она не может понять, зачем он помогает слабым динозаврам, так как под влиянием своего брата убеждена, что выживает сильнейший, но Аладар говорит ей, что если бы все динозавры помогали друг другу, до места гнездования добрались бы все.
В это время помощник Крона Брутон вместе с ещё одним динозавром исследуют окрестности в поисках воды. Внезапно на них нападают два карнотавра, нагнавших стадо по следу. Они убивают спутника Брутона, но самому Брутону удаётся сбежать и сообщить о хищниках Крону. Крон, поняв, что карнотавры их преследуют, немедленно прекращает ночлег и заставляет стадо идти дальше с ещё большей скоростью, оставляя Брутона на растерзание хищникам. Аладар говорит Крону, что динозаврам, которые идут в хвосте, не справиться с таким темпом, но Крон заявляет, что они задержат карнотавров. Аладара не устраивает то, что старушек фактически приносят в жертву, он пытается докричаться до стада, говоря, что каждый из них мог оказаться в хвосте, за что Крон грозит ему смертью. Аладар с лемурами не оставляет Иму, Бэйлин и Эрла, в результате чего они отстают от стада и продолжают путь в одиночестве. Ночью, продолжая идти, они находят истощённого и израненного хищниками Брутона. В этот момент начинается ливень, и друзья находят приют в пещере. Затем Аладар помогает дойти до неё Брутону. Тот не может понять, зачем Аладар вселяет в динозавров надежду, на что Плио говорит ему, что только надежда помогает жить дальше. Этой же ночью к пещере приходят карнотавры, но их замечают проснувшиеся Аладар и Брутон, которые будят всех остальных, после чего динозавры и лемуры уходят вглубь пещеры. Однако всё же они случайно привлекают внимание карнотавров. Хищники заходят в пещеру, один из них видит Аладара, и оба хищника бросаются на него, но пока они ссорятся над поверженным Аладаром, на помощь ему неожиданно приходит Брутон и вступает в бой с карнотаврами. В ходе боя Брутон обрушивает сталагнаты, поддерживающие свод пещеры, и вызывает обвал, но сам не успевает выбраться из-под него и оказывается погребён под камнями вместе со своими противниками. Раскапывая завал, Аладар находит Брутона, и тот испускает дух на его глазах. Внезапно из-под завала выбирается один из карнотавров, однако ему уже не до охоты, и он, хромая, уходит.
Тем временем Нира, вдохновившись словами Аладара, помогает уставшим детёнышам — игуанодонам, которых Аладар спас от жажды, подняться и продолжить путь. 

В этот момент Аладар, Има, Бейлин, Эрл и лемуры, продолжая путь в пещере, попадают в тупик. Однако Зини вытаскивает один из камней из каменной стены, после чего из образовавшейся дыры в пещеру проникает луч света. Аладар, поняв, что за стеной есть проход, пытается пробить стену, но ничего не выходит, и тогда Бэйлин, встав на задние лапы, со всей силы пробивает передними лапами стену. Динозавры выходят в Место Гнездования. Пока динозавры и лемуры наслаждаются новым домом, Има замечает, что на месте прохода, по которому стадо раньше проходило в долину, мощный обвал создал огромную каменную стену, образующую крутой обрыв по эту сторону. Аладар понимает, что динозаврам здесь не пройти. Он возвращается назад и по дороге натыкается на уцелевшего карнотавра. Аладару удаётся спрятаться от него и уйти, однако хищник всё равно его замечает и идёт по следу. В это время Крон заставляет стадо карабкаться на каменную стену, не понимая, что многие динозавры погибнут. Появившийся Аладар рассказывает про безопасный путь в долину и приближающегося карнотавра. Однако Крон наотрез отказывается идти за Аладаром, и между ними происходит драка. Крон почти одолевает Аладара, но в последний момент Нира берёт сторону Аладара и одолевает брата, после чего всё стадо идёт за Аладаром, кроме Крона, который продолжает упрямо карабкаться на стену. Неожиданно на входе в каньон появляется карнотавр и бросается на стадо, которое начинает паниковать. Аладар призывает их сплотить ряды и вместе дать отпор хищнику, после чего он выходит навстречу карнотавру и устрашает его рёвом, затем к нему присоединяются Нира и все остальные. Под натиском динозавров карнотавр отступает и стадо благополучно выходит из каньона. Тем не менее, Крон в одиночку упрямо карабкается на каменную стену, и карнотавр, заметив это, преследует его. Нира и Аладар, увидев это, бросаются на помощь. Крон взбирается всё выше, но и хищник не отстаёт. Оказавшись на краю обрыва, Крон понимает, что загнал себя в ловушку, и ему приходится вступить в бой с карнотавром, который его быстро одолевает, а затем отбрасывает рогатой головой подоспевшую Ниру и хвостом — Аладара. Последний, едва поднявшись, вступает в неравную борьбу, но в тот момент, когда он сам оказывается на волосок от судьбы Крона, под лапами хищника, отступившего под натиском Аладара на самый край обрыва, рушится скала и карнотавр падает в пропасть и разбивается насмерть, едва не утянув за собой Аладара. Однако Крон от полученных травм умирает. Далее динозавры, следуя за Аладаром и уцелевшей Нирой, добираются до Места Гнездования. Спустя некоторое время у всех динозавров, в том числе и у Ниры и Аладара, вылупляются детёныши.

## Роли озвучивали
- Аладар — Д. Б. Суини
- Йар — Осси Дэвис
- Плио — Элфри Вудард
- Зинни — Макс Каселла
- Сури — Хейден Панеттьер
- Крон — Сэмюэл Э. Райт
- Брутон — Питер Сирагуса
- Нира — Джулианна Маргулис
- Има — Делла Риз
- Бэйлин — Джоан Плаурайт